# Kamnik
Kamnik (deutsch Stein in Krain) ist der Namen einer Stadt südlich der Steiner Alpen in der Republik Slowenien. Sie ist Hauptort der Gemeinde Kamnik.

## Lage

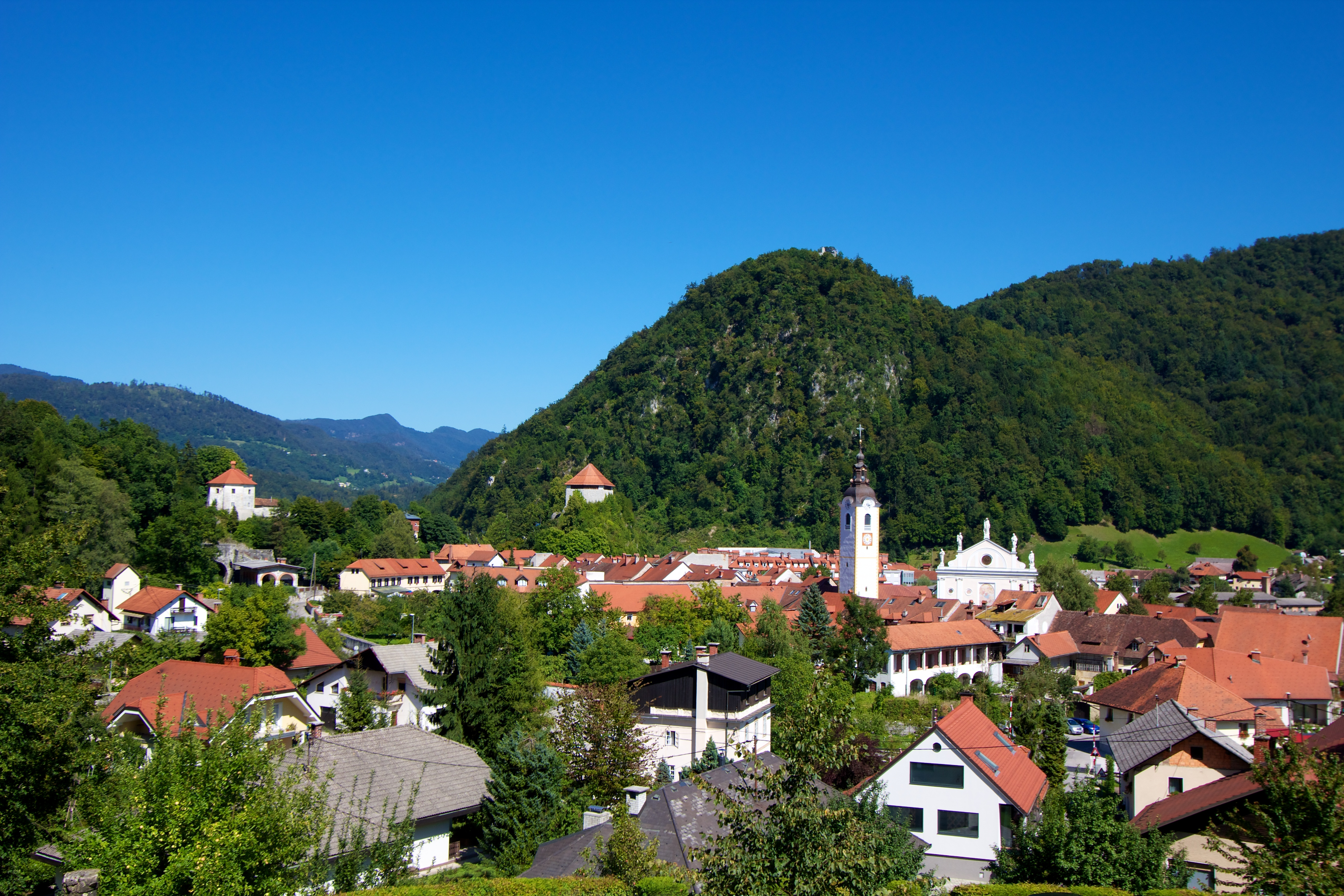
Kamnik

Die Stadt liegt im Norden Mittelsloweniens. Der Stadtkern liegt etwa 24 Kilometer nördlich vom Zentrum der Hauptstadt Ljubljana (Laibach). In der Stadt fließen die beiden Flüsse Nevljica und Kamniška Bistrica (Feistritz) zusammen.

## Geschichte
Der Name Kamnik wurde erstmals im 11. Jahrhundert erwähnt. Die erste urkundliche Erwähnung als Stadt erfolgte im Jahr 1229, als sie ein wichtiger Handelsposten an der Straße zwischen Ljubljana und Celje war. Damit ist die Stadt eine der ältesten in Slowenien.
Im Mittelalter gab es in Kamnik eine eigene Münzstätte und unter seinen Bewohnern lebten einige Adelsfamilien. Die Stadt gehörte damals zu den einflussreichsten Machtzentren der bayerischen Grafen von Andechs in der Region Krain. Der einzige Überrest des bayerischen Adels sind die beiden Burgruinen, die beide strategisch auf einer Anhöhe in der Nähe des Stadtzentrums errichtet wurden. Das in der Stadt selbst errichtete Franziskanerkloster zeugt von seiner Bedeutung. Das Gebäude ist gut erhalten und wurde in den letzten Jahren umfassend renoviert.
Zu den historischen Vororten der Stadt gehören Šut(i)na (deutsch: Schutt), Na Produ, Novi trg (Neumarkt), Pred mostom (Vor der Brücke), Graben und Podgoro.
Im Jahr 1934 wurden folgende ehemals selbständige Siedlungen von Kamnik annektiert: Fužine (Fuschine), Žale (in älteren Quellen auch Žalje, deutsch: Sallenberg), Zaprice (Steinbüchel), Kratno, Pugled, Zgornje Perovo (Oberperau), Spodnje Perovo (Unterperau), Bakovnik und der untere Teil von Mekinje.
In Kamnik befindet sich ein Massengrab aus der Zeit unmittelbar nach dem Zweiten Weltkrieg. Das Massengrab der Cuzak-Wiese (slowenisch: Grobišče Cuzakov travnik) befindet sich im südöstlichen Teil der Stadt Das Grab enthält die Überreste mehrerer hundert Soldaten und Zivilisten.

## Sehenswürdigkeiten
Kamnik hat einen mittelalterlichen Stadtkern. Die schönste Straße der Stadt heißt Šutna, sie ist mit charakteristischen Aushängeschildern und anderen Handwerkszeichen geschmückt. Dort steht die Kirche der Unbefleckten Empfängnis mit einem gotischen Glockenturm.
Sehenswürdigkeiten sind unter anderen die Ruine der Burg Mali grad (Kleinfeste) mit der erhaltenen Burgkapelle, die oberhalb der Stadt gelegene Burgruine Stari grad (Oberstein) sowie die Bibliothek des Franziskanerklosters Kanik mit etwa 10000 Büchern.
In der Burg Zaprice (Steinbüchel) befindet sich ein Heimatmuseum.
Südlich der Stadt befindet sich als bedeutender Ausflugsort ein Park mit Arboretum auf dem Gelände des ehemaligen Schlosses Volčji Potok (Wolfsbüchel), das nach dem Zweiten Weltkrieg gesprengt wurde.
Sehenswürdigkeiten in der näheren Umgebung:
- Berglandschaft Velika planina

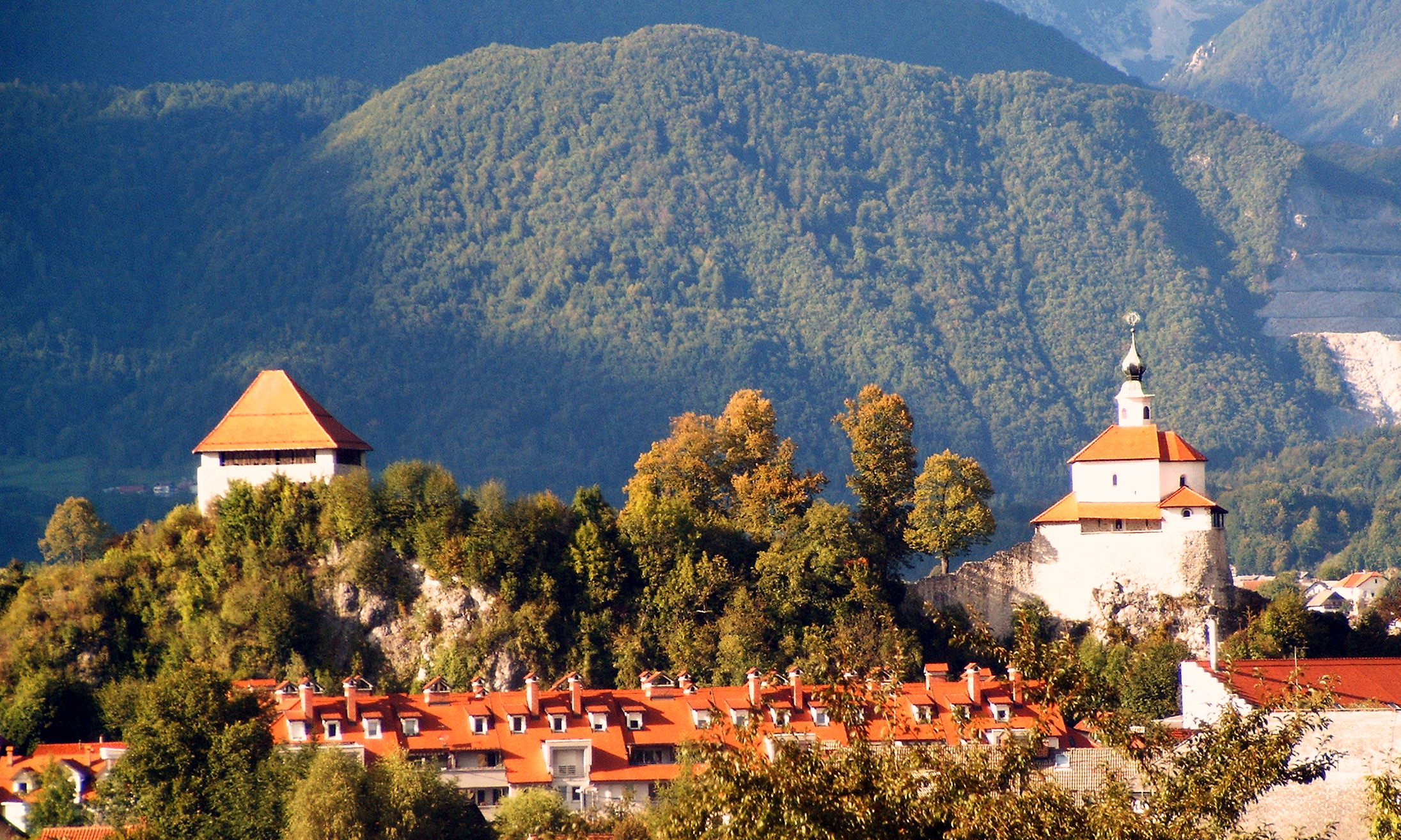
Burg Mali grad
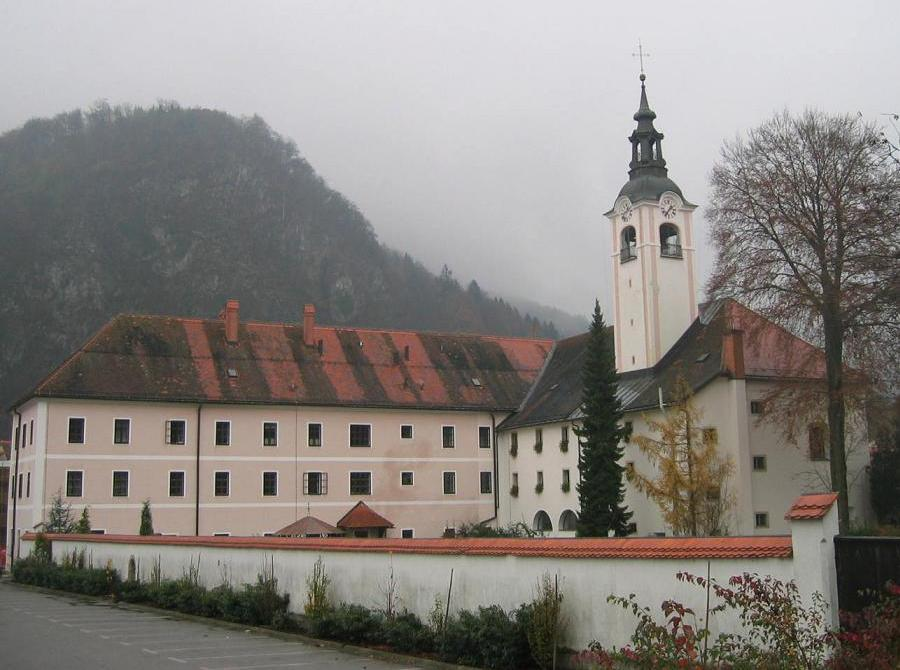
Franziskanerkloster
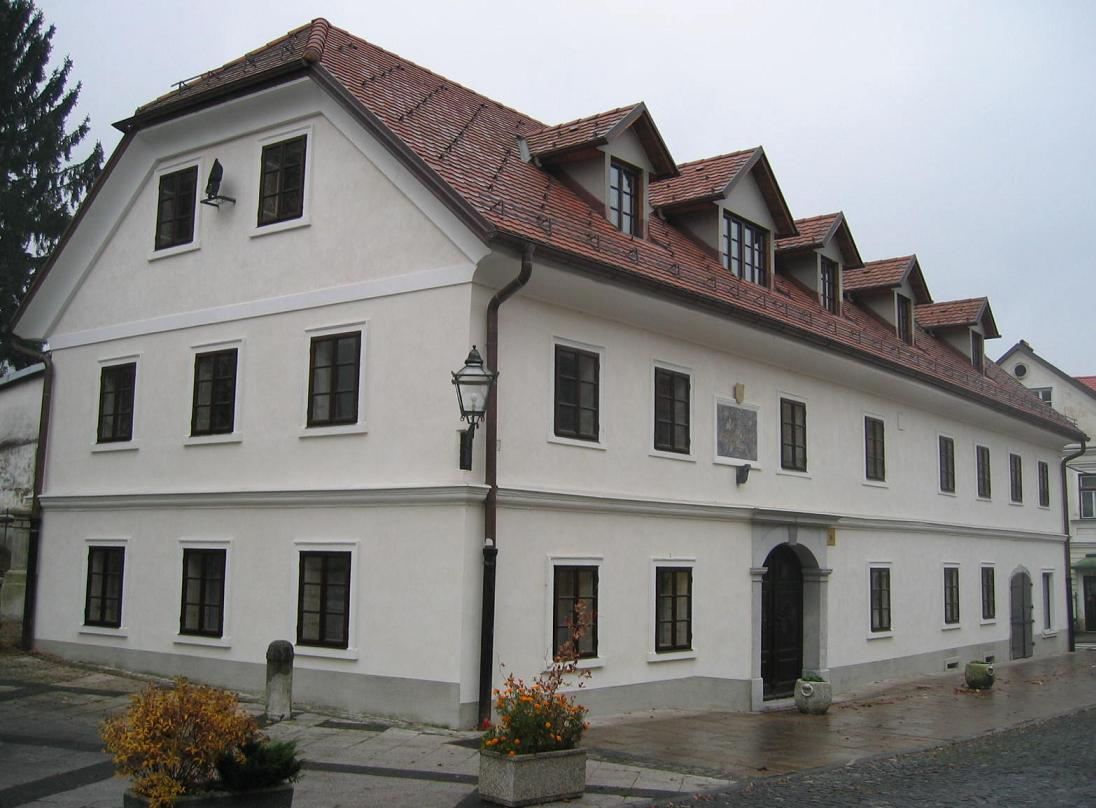
Geburtshaus des Generals Rudolf Maister